# Manel Amara
Manel Amara (arabiska:  منال عمارة) är en tunisisk skådespelerska och sångerska. Hon är främst känd för sin medverkan i TV-serien Pour les beaux yeux de Catherine på kanalen Nessma, men har även haft betydande musikaliska framgångar (arabisk pop). 

## Filmografi

### Bio
- 2008: The Accident of Rachid Ferchiou

### TV

#### Serien
- 2004: Hssabet w Aqabet (konton och straff) av Habib Mselmani: Latifa Messaadi alias Zouhour
- 2005: Chaâbane fi Ramadhane (Chaâbane i Ramadan) av Salma Baccar: Arij
- 2005 och 2007: Choufli Hal (Find me a solution) (gäst i avsnitt 18 av säsong 1 och avsnitt 27 av säsong 4) av Slaheddine Essid: Monica
- 2006: Hayet Wa Amani (Ett liv och önskningar) av Mohamed Ghodhbane: Amani
- 2006: Hkeyet El Eroui (Berättelserna om Eroui) av Habib El Jomni: Fatma (avsnitt Han som arbetar vinner)
- 2009: Aqfas Bila Touyour (ar) (Burar utan fåglar) av Ezzeddine Harbaoui: Dalila
- 2010: Nsibti Laaziza (Min kära svärmor) (hedersgäst i avsnitt 5 av säsong 1) av Slaheddine Essid: Douja
- 2011: Njoum Ellil (Nattens stjärnor) (säsong 3) av Mehdi Nasra
- 2012: Onkoud El Ghadhab (Högen av ilska) av Naïm Ben Rhouma
- 2012: For the beautiful eyes of Catherine av Hamadi Arafa: Naziha
- 2014: Talaa Wala Habet (hissen) av Majdi Smiri: Chérifa
- 2015: The Risk of Nasreddine Shili: Nawel
- 2016: Bolice 2.0 (Police) (avsnitt 17) av Majdi Smiri
- 2018: Elli Lik Lik (Det som tillhör dig är garanterat) av Kaïs Chekir
- 2021: Miljonär av Muhammet Gök: Manel

#### TV-filmer
- 2004: Tin El Jebel (bergfikon) av Ali Mansour

#### Utsläpp
- 2012: Krokodilen (avsnitt 27) på Ettounsiya TV
- 2013: Starttid (avsnitt 53) på Tunisna TV
- 2014: Dbara Tounsia (tunisiskt recept) (avsnitt 2) på Ettounsiya TV
- 2014: The Illusionist 2 (avsnitt 2) på Hannibal TV
- 2014: Noujoum Fil Fakh (Stjärnor i fällan) (avsnitt 14) på Hannibal TV
- 2014: El Zilzal 2 (The earthquake) (avsnitt 6) på Nessma
- 2014: L'anglizi (engelska) (avsnitt 4) på Tunisna TV
- 2015: Ettayara (Planet) på Attessia TV
- 2015: Ghani Lel Jamaaya (Sånger för föreningen) (avsnitt 6) på El Hiwar El Tounsi
- 2016: Hkayet Tounsia (tunisiska berättelser) (avsnitt 4) på Ettounsiya TV
- 2016: Ma Binetna (Between us) (avsnitt 6) på Ettounsiya TV
- 2018: Hkeyet Romthan (Ramadan Stories) om El Hiwar El Tounsi: kolumnist
- 2019: Idhak Maana (Skratta med oss) (säsong 1) på Attessia TV: krönikör

## Musik

### Diskografi
- 2015: Best of

### Sånger
- 2010: Helwa Hayati (My Life is Beautiful), skriven av Keith Thompson och Ahmed Madhi
- 2010: Jeunes du monde, duett med Ahmed Mejri (låt skriven och komponerad av Ahmed Mejri)
- 2011: Awel Kelma Bledi (Det första ordet är "Mitt land"), skriven och komponerad av Hatem Guizani
- 2011: Bensa Hali (Jag glömmer mig själv), skriven och komponerad av Ziad Borji
- 2012: El Boukhoukhou (Magic), skriven av Hatem Guizani
- 2013: La3bet el7ob (spelet Kärlek)
- 2014: Lommou Lommou, modern återupplivning av den populära tunisiska mezoueden med samma namn
- 2014: Smaat Alik (jag hörde talas om dig), cover på arabiska av låten Someone like You av Adele
- 2015: Kattoussi (My catton)
- 2015: Mabannek (Vad läcker du är), skriven och komponerad av Mohamed Jebali
- 2015: Sidi Habib (Master Habib)
- 2015: Je Yetzaaben (Han ville bli smekt), dikt av Si Béchir, musik komponerad av Nadir Cherif
- 2016: Lila Ersi (Det är dagen innan mitt bröllop)
- 2017: Chwaya chwaya (lite av allt)
- 2017: Ana Loulaya (om du inte hade mig)
- 2017: Chikli Chekla (Album med sånger för barn)
- 2019: Ana Mahboula (jag är galen)
- 2020: Nijib Almani (jag skulle gifta mig med en tysk)

### Utmärkelser
- Pris för bästa unga arabiska sångare för Bensa Hali (jag glömmer mig själv) på Oscar International Music Video Festival (Cairo) i 2012

## Visa
- 2011: Les Allemandes av Manel, covers av franska låtar

## Teater
- 2005: Al Moutachaâbitoun (Opportunisterna), text av Ali Louati och regi av Mohamed Driss
- 2006: Ichkabad (passion av slavar), text av Taoufik Jebali och Mohamed Raja Farhat med regi av Lotfi Achour (El Teatro)
- Minimalism

Och hon bor nu i Libanon